# Ban (prénom)
Pour les articles homonymes, voir Ban.
Ban (ばん) est un prénom japonais mixte.

## En kanji
Ce prénom peut s'écrire :
- 晩 : nuit
- 汎 : prévaloir
- 磐 : rocher
- 蕃 : grossir
- 蛮 : sauvage
- 胖 : abondant

## Dans la fiction
- Ban, le génie du mal dans le manga Fly.
- Ban (蛮), un chevalier dans le manga Saint Seiya.
- Ban Chin (陳蕃), un personnage du manga Sōten Kōro (蒼天航路).
- Ban Mido, un des deux protagonistes du manga Get Backers.
- Ban, un des sept péchés capitaux, le renard de l'avarice dans le manga Nanatsu no taizai.